# Paralacydes fumipennis
Paralacydes fumipennis là một loài bướm đêm thuộc phân họ Arctiinae, họ Erebidae.